# Калікино
Калі́кино (рос. Каликино) — присілок у складі Великоустюзького району Вологодської області, Росія. Входить до складу Трегубовського сільського поселення.

## Населення
Населення — 22 особи (2010; 22 у 2002).
Національний склад (станом на 2002 рік):
- росіяни — 91 %